# 楊延輝 (楊家將)
楊貴，字延輝（一作延朗），楊家將小說、戲曲及民間傳說中人物；并州太原（今山西太原）人，金刀老令公楊業的第四子，故稱“楊四郎”。七子中外貌較為俊朗，初時生性樂觀，金沙灘一役被俘後變得沉穩憂鬱。在楊家將中是佯攻的嫻熟能手，作戰時能佯攻引導敵軍進入自軍陷阱，導致敵軍陷入混亂之中。金沙灘一役被俘虜而忍辱負重投降，在遼國擔當保駕先鋒。

## 生平
楊四郎，字延輝，金槍傳編寫四郎的專屬武器是菊花點金槍。早年隨太君與三郎北伐抗遼，常在陣前立功，封明威將軍、代州團練使。

### 金沙灘之戰  宋史 遼史 都没記載
《楊家將演義》：遼國急攻在邠陽城宋太宗和大郎延平，延平遂即到代州與幽州屯兵的楊業救援，楊業道知後，與七子八人離開代州，到邠陽城救援。大郎延平代宋太宗詐降，并在相見之際，射殺天慶王。此舉激怒了遼將韓延壽，大郎在沒有準備的情況下被一槍挑死，二郎被亂馬蹂踏至死，三郎在蘆葦叢裡被殺。延輝知道其兄傷亡，便慌忙殺出重圍；而背後的韓延壽、耶律奇的精兵皆將至，在四處圍繞。延輝因為不能突破，誰知被遼兵捕獲，其部下騎將全皆戰死。四郎延輝被遼將捉去給蕭太后領功，四郎不屈便大罵蕭太后。因為四郎沒有表明自己身份，蕭太后也十分喜歡延輝，於是招降。四郎為了報仇，將楊字分開，化名為“木”“昜”（“昜”音同“楊”）投降，太后很開心，便將瓊娥公主許配給延輝，招為駙馬。

### 九龍飛虎谷之戰
遼國大將蕭天佐在九龍飛虎谷擺下天門陣，八賢王等十大宋臣被困於谷中。耶律休哥和蕭太后軍議，認為北兵被困，應該抓緊時機進攻北宋。有人說道：“良將幾乎凋零，如今已經沒有保駕先鋒。”木易聽到六郎等宋臣被困，并向蕭太后自薦。蕭太后很高興，便封木易為保駕先鋒，統兵10萬，進攻北宋。木易夜晚在軍營中，認為就算被八賢王等救出來，但兵糧已盡也難以脫身，并修書一封，打算射箭進營，密遣人贈他們二十糧草。剛出營巧遇孟良，并派孟良送書給八賢王。其後，六郎延昭殺張猛，木易趕來與六郎相認，并建議延昭調兵救谷中朝臣，等我回去作內應，這樣大局可定。六郎聽後放木易過關，然後帶孟良，焦贊，楊宗保，八娘，九妹等部進攻蕭太后，蕭太后部眾不敵，逃歸幽州。六郎次妻重陽女向夫君建議，自己假降蕭太后在作為內應，六郎應許。於是重陽女投靠蕭太后，木易知道重陽女是假降，導出重陽女投降的目的，表明自己是六郎的四哥延輝。延輝向重陽女提出：“明日出兵，我率領上萬戶、下萬戶、樂義、樂信四人到陣前，引斬四人，遂引宋兵殺入，這樣可取此城。”
次日，延輝率領上萬戶與岳勝單挑，其後下萬戶、樂義、樂信三人從左右衝出。岳勝不敵，拍馬而走，四人乘勝追擊。重陽女此時對他們說要緩走，然後將樂信斬死。樂義大驚，岳勝回馬一斬，把樂義斬開兩邊。孟良，焦贊率眾而來，上萬戶被孟良所殺，下萬戶被亂騎所踏而亡。蕭太后聽到後，不屈被俘和失敗，自縊而亡。
木易進入禁宮，瓊娥公主慌忙跟木易說要快走，宋兵來了。木易把自己是楊家的四郎楊延輝，化名木易的身份說給瓊娥公主知道，并希望瓊娥公主跟他回宋，瓊娥公主說任由夫君處置。延輝執拾行李財務時，耶律學古進入皇宮，延輝看到後斬殺之。次日，四郎和六郎回朝受封，延輝希望蕭太后王禮埋葬，在遼時得到她的知遇之恩。

### 四郎探母
賞封完畢，延輝和延昭回到自己的楊府見佘太君。延輝與母親十八年不見，佘太君歡喜不已，并把瓊娥公主引見給母親拜會。佘太君見瓊娥公主，感覺與兒子十分相襯。四郎、五郎、六郎等回來，楊府設下筵席慶祝。楊延輝以取幽州功，授泰州鎮撫節度副使。父親楊業託夢給六郎延昭：蕭太后擅自用我的遺骨保護遼國，現在遼國已破，要取回遺骨。延昭詢問延輝，是否父親的遺骨在遼國，延輝回答確有此事：“當初父親被梟首，蕭太后怕被南人搶奪，把假遺骨放在洪羊洞，真的在望鄉台。”其後派孟良盜回。

## 家庭

### 父親
- 楊業（金刀老令公）

### 母親
- 佘太君（老令婆）

### 兄
- 大郎延平
- 二郎延定；
- 三郎延安；

### 弟
- 五郎延德；
- 六郎延昭；
- 七郎延嗣
- 八郎延順

### 妹
- 八妹延琪
- 九妹延瑛

## 歷代扮演
- 《楊家將》中，由苗僑偉飾演
- 《楊門女將》(2001年版)中，由郭晉安飾演
- 《楊門虎將》中，由蘇有朋飾演
- 《少年楊家將》中，由何潤東飾演
- 《五郎八卦棍》中，由小候飾演
- 《忠烈楊家將》中，由李晨飾演
- 楊麗花版電視歌仔戲《楊家將》中，由柳青飾演
- 葉青版電視歌仔戲《楊家將》中，由楊懷民飾演

## 神化
楊延輝被福建莆田人奉為驅疫之神，尊稱為「楊公太師爺」，負責巡查瘟疫、保境安民。昔日莆田各村廟均奉祀太師爺，其形象是一名手持大錘、穿僧衣的黑臉武將，與玄天上帝並稱「南錘北指」。楊公太師的信仰隨莆田人的海外移民而傳播到東南亞。民國時期，因取締神廟，莆田各宮廟多在於其旁另塑陳文龍太師像，為一白臉黑鬚的文官形象，祀於中座，加以保護。

## 外部連結
- 第十六回 太宗駕幸五臺山 淵平戰死幽州城

Template:七郎八虎